# Dreiseithof Altnaundorf 29 (Radebeul)
Der Dreiseithof Altnaundorf 29 liegt am Anger des Stadtteils Naundorf der sächsischen Stadt Radebeul. „Der älteste Radebeuler Torbogen“, datiert mit dem Jahr 1597, hat als eines von wenigen oberirdischen Bauwerken am Anger Altnaundorf den Dorfbrand von 1822 überstanden. Ansonsten sind fast nur Kellergewölbe aus jener Zeit vorhanden. Das Wohnstallhaus wurde um 1822 nach dem Dorfbrand wiedererrichtet, das Auszugshaus ist etwas jünger. Die hinten quer auf dem Anwesen stehende Scheune wurde 1877 anstelle des erneut abgebrannten Vorgängergebäudes erbaut.

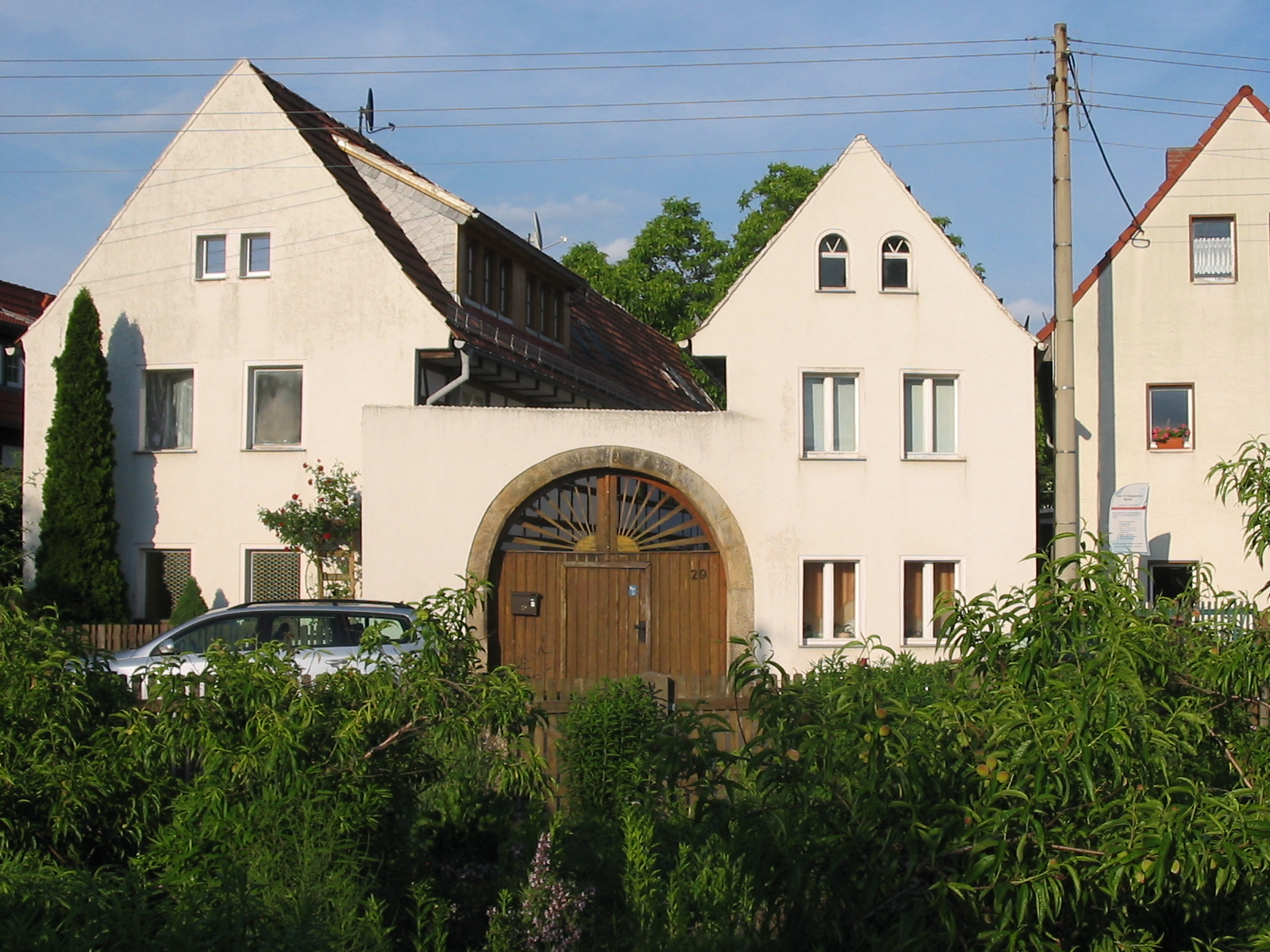
Dreiseithof Altnaundorf 29, über den Anger hinweg

## Beschreibung

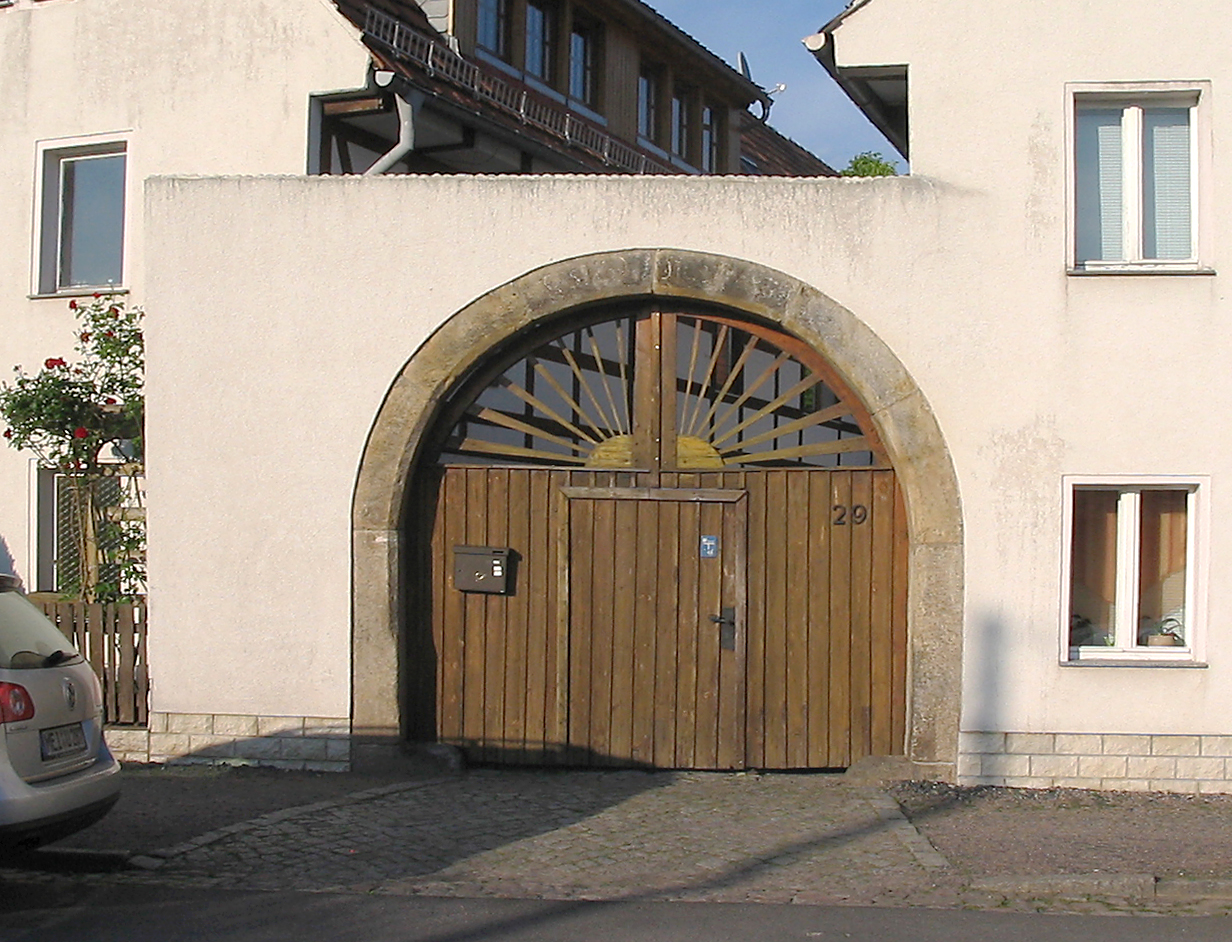
Torbogen Altnaundorf 29, datiert 1597

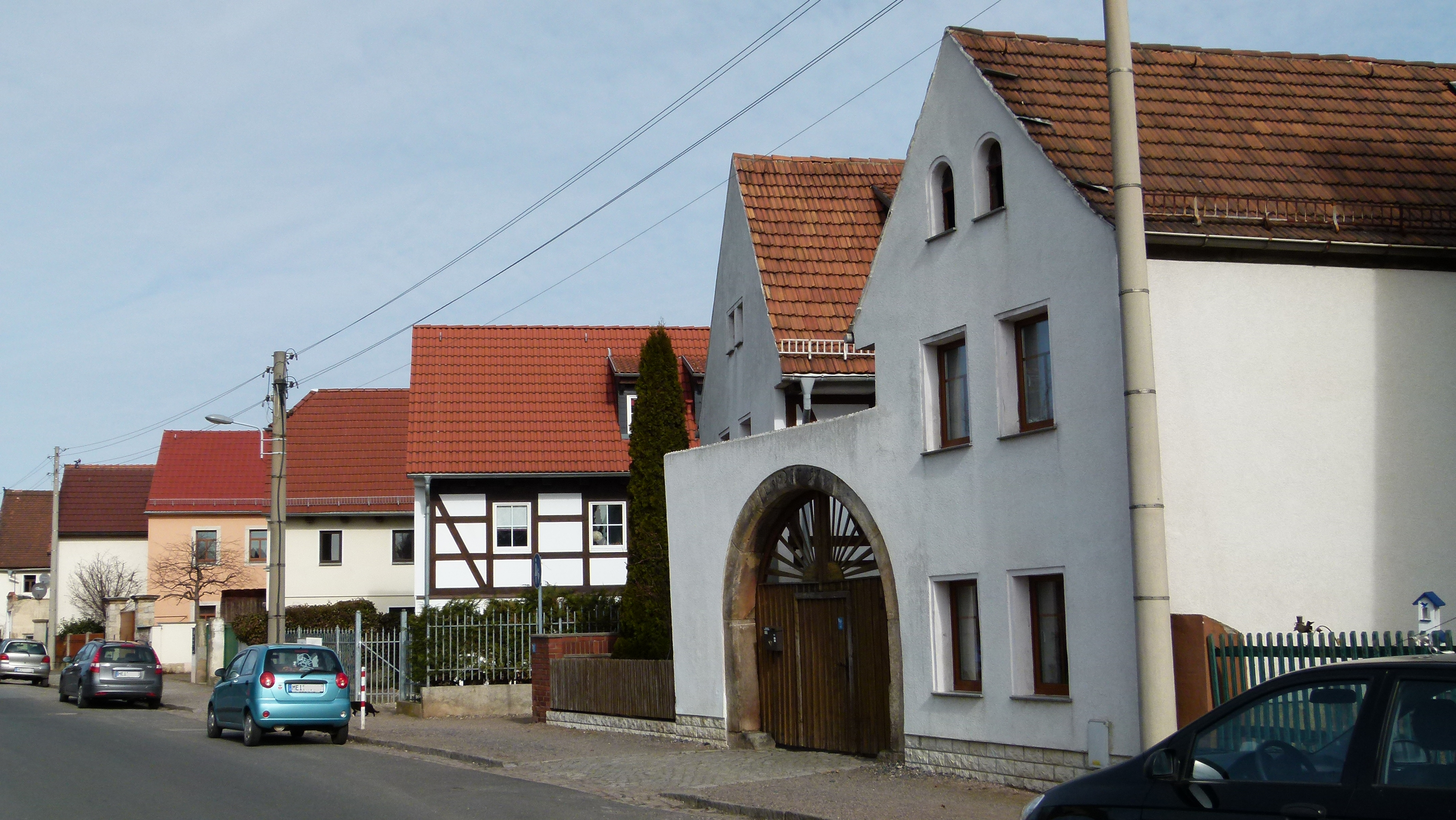
Altnaundorf 29 mit Nachbarhöfen

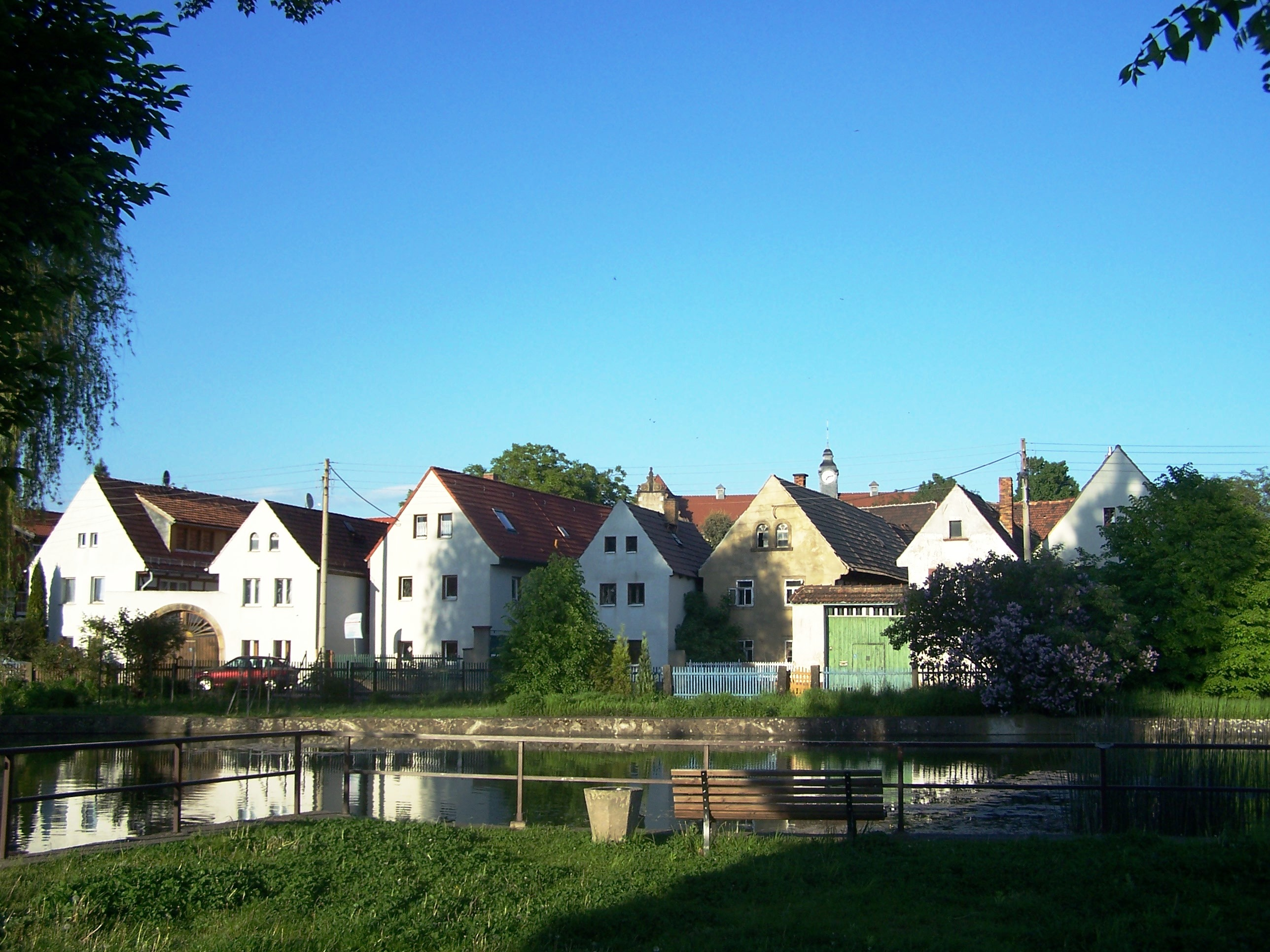
Altnaundorf 29 (li.); die Toranlage rechts gehört zu Altnaundorf 31, dazwischen das kleinere Hoftor der Nr. 30. Im Hintergrund ist die Turmuhr der Grundschule Naundorf zu sehen.

Das Wohnstallhaus, das Auszugshaus (Nebengebäude), die Scheune und das Tor des Resthofs stehen gemeinsam unter Denkmalschutz. Die beiden zweigeschossigen Wohnhäuser stehen giebelständig an den beiden Seiten eines schmalen, langen Grundstücks; beide Gebäude haben ziegelgedeckte Satteldächer. Das lange Wohnstallhaus auf der linken Seite hat einen verputzten Giebel mit zwei Fensterachsen; das etwas niedrigere und kürzere Auszugshaus hat ebenfalls einen zweiachsigen, verputzten Giebel, jedoch mit einem gekoppelten Rundbogenfenster im Giebel statt zweier kleiner Rechteckfenster. Die Erdgeschosse beider Gebäude sind verputzt, die Obergeschosse zum Hof sind aus Fachwerk nebst Traufkragsteinen, ebenso die Obergeschossseite des Haupthauses zum linken Nachbargrundstück.
Hinten im Grundstück steht quer eine Scheune über die ganze Breite des Bauernguts. Diese ist aus Bruchsteinen mit Sandsteingliederungen aufgefügt, obenauf ebenfalls ein ziegelgedecktes Satteldach.
Vorne zur Straße wird der Dreiseithof durch einen rundbogigen Torbogen in einer rechteckigen Mauer abgeschlossen, darin ein rechteckiges, zweiflügeliges Holztor mit einer mittigen Schlupftür. Das sandsteinerne Gewände des Torbogens zeigt „ab ca. 1 m Höhe eine Phase an der Vorderkante, ein in der Zeit der Renaissance übliches Detail bei Türen und Fenstern.“ Den oberen Rundbogen füllt jeweils eine gedrückt erscheinende Verlängerung des Torflügels in der Form einer Viertel Sonnendarstellung mit sieben Strahlen aus. Am Fuß der Torpfeiler finden sich in der Einfahrt Prellsteine.
Diese Toranlage ist auf der rechten Seite mit dem Auszugshaus verbunden, während das Haupthaus links etwa um die Tordicke nach hinten tritt, sodass bis zum hölzernen Gartenzaun noch Platz für einen kleinen Rosen-Vorgarten bleibt.